# Interferencija RNK
Interferencija RNK (skraćeno RNKi, eng. RNA interference, RNAi) je biološki stanični proces koji prigušuje odnosno utišava genski izražaj potičući degradaciju ciljne molekule mRNK (glasničke RNK). Proces interferencije važan je u reguliranju izražaja ciljnih gena te u obrani od različitih bolesti, uključujući i tumor.:1
MikroRNK, RNK sa strukturom ukosnice i mala interferirajuća RNK posredovanjem u procesu interferencije RNK rezultiraju prigušivanjem (utišavanjem) gena komplementarnim sparivanjem s ciljnom molekulom mRNK. Tijekom interferencije RNK te su molekule slabe stabilnosti in vivo, zbog barijera imali teškoća u isporuci molekule i javljaju se neželjeni učinci koji ne rezultiraju utišavanjem gena.:sažetak, str. 2 u pdf-u
Interferencija RNK jedan je od triju glavnih epigenetskih modifikacija (obilježavanja), tj. mehanizama kako se inaktiviraju upisani geni, međusobno su povezane. Ostale dvije su metilacija CpG dinukleotida  (alel-specifična metilacija DNK) i kovalentne modifikacije histona  (modifikacija histonskih bjelančevina)